# Роде, Василий Павлович
Васи́лий (Го́тлиб-Вильге́льм) Па́влович Ро́де (3 ноября 1858, Санкт-Петербург — 5 марта 1935, Хельсинки) — русский генерал, герой Первой мировой войны.

## Биография
Лютеранин. Воспитывался в Санкт-Петербургском церковном реформатском училище. Окончил 2-е Константиновское военное училище (1878), выпущен прапорщиком в Семёновский лейб-гвардии полк.
Чины: подпоручик гвардии с переименованием в поручики ГШ (1884), штабс-капитан (1885), капитан (1886), подполковник (1891), полковник (1895), генерал-майор (за отличие, 1904), генерал-лейтенант (за отличие, 1913).
В 1884 году окончил Николаевскую академию Генерального штаба (по 1-му разряду).
Служил старшим адъютантом штаба 29-й пехотной дивизии (1884—1887). В 1886—1887 годах отбывал цензовое командование ротой в 116-м пехотном Малоярославском полку.
Служил старшим адъютантом штаба: 3-го армейского корпуса (1887—1890), 17-го армейского корпуса (1890—1891); штаб-офицером для особых поручений при штабе 13-го армейского корпуса (1891—1894).
В 1894—1897 годах был прикомандирован к Московскому военному училищу для преподавания военных наук.
В 1896 году отбывал цензовое командование батальоном в 5-м гренадерском Киевском полку. Затем служил штаб-офицером для особых поручений при штабе Гренадерского корпуса (1897—1899), начальником штаба 3-й гренадерской дивизии (1899—1901). В 1901—1904 годах командовал 1-м пехотным Невским полком. Служил начальником штаба 1-го Кавказского армейского корпуса (1904—1913). Командовал 42-й пехотной дивизией (1913—май 1915, июнь—июль 1915).
В Первую мировую войну вступил со своей дивизией, в сентябре 1914 был награждён орденом Святого Георгия 4-й степени «за взятие сильно укрепленных Туркошинских высот и Львова». Позднее командовал 7-м Сибирским армейским корпусом (июль-октябрь 1915). В октябре 1915 был зачислен в резерв чинов при штабе Петроградского военного округа.
В сентябре 1917 был уволен от службы по болезни. После революции арестовывался большевиками, содержался в Кронштадтской тюрьме. После освобождения эмигрировал, жил в Германии, состоял председателем Союза взаимопомощи российских офицеров армии и флота в Германии, Общества офицеров Генштаба, членом полкового объединения. Позднее переехал в Финляндию, скончался в Хельсинки.

## Награды
- Орден Святого Станислава 3-й ст. (1886);
- Орден Святой Анны 3-й ст. (1890);
- Орден Святого Станислава 2-й ст. (1894);
- Орден Святой Анны 2-й ст. (1898);
- Орден Святого Владимира 4-й ст. (1901);
- Орден Святого Владимира 3-й ст. (1906);
- Орден Святого Станислава 1-й ст. (1908);
- Орден Святой Анны 1-й ст. (1912);
- Орден Святого Георгия 4-й ст. (ВП 25.09.1914).